# Benedetto Neri
Benedetto Neri (Rimini, 1771 – Milano, 24 aprile 1841) è stato un compositore italiano.

## Biografia
Visse ed operò prevalentemente a Milano, dove giunse per essere stato nominato professore presso il Conservatorio. In precedenza era stato per diversi anni Maestro di cappella a Novara. Fu chiamato poi a far parte dell'organico fisso del Duomo, di cui fu Maestro direttore della cappella musicale dal 1824 alla sua morte. Fu quello il periodo della sua massima produzione, specialmente sacra, tra cui si ricorda in particolare un Magnificat, le "Strofe per una prima comunione" su testo di Alessandro Manzoni, diverse messe, inni e mottetti.
Fu autore anche di composizioni profane e persino di un dramma giocoso, I saccenti alla moda, su libretto di Angelo Anelli, che venne rappresentato nel 1806 al Teatro alla Scala e nel 1809 anche al Teatro Carignano di Torino.
Nel 1832 il celebre violista e compositore Alessandro Rolla propose al giovane Giuseppe Verdi - che per aver superato l'età non era stato ammesso al Conservatorio di Milano - di continuare i suoi studi di composizione con Neri.
Alla sua morte fu sepolto al cimitero di San Gregorio fuori da Porta Venezia, non più esistente.